# 8958 Stargazer
A 8958 Stargazer (ideiglenes jelöléssel 1998 FJ126) a Naprendszer kisbolygóövében található aszteroida. John Broughton fedezte fel 1998. március 23-án.